# Chiesa di San Salvi
La chiesa di San Michele in San Salvi è un luogo di culto cattolico di Firenze, una delle più importanti pievi antiche fuori dalle mura della città. L'attiguo Museo del Cenacolo di San Salvi ha sede nell'ex-refettorio del convento e contiene un grande affresco di Andrea del Sarto e una raccolta di opere d'arte, soprattutto incentrate sulla pittura del periodo del manierismo fiorentino.

## Storia

Firenze, via Tito Speri e in fondo la facciata della chiesa durante l'alluvione del 1966

L'antica chiesa dell'abbazia fondata da san Giovanni Gualberto fu costruita intorno al 1048, su un precedente oratorio, che all'epoca era in aperta campagna fuori dalle mura. San Salvio era stato vescovo di Amiens nel VII secolo e proprio una sua miracolosa apparizione fece scegliere questo luogo. La chiesa fu dedicata a san Michele, mentre il convento, che ospitò una delle prime comunità di monaci benedettini dell'ordine fondato proprio dal santo abate, i vallombrosani, mantenne sempre la dedica al santo francese.

San Salvi divenne un importante punto di riferimento religioso nel contado fiorentino, poiché qui ci si poteva riposare facendo tappa sulla via del pellegrinaggio verso il santuario mariano della Santissima Annunziata. Da san Salvi inoltre il Gualberto conduceva la sua crociata che portò all'espulsione del vescovo simoniaco Pietro Mezzabarba ed al rinnovamento spirituale della città.
Il monastero di San Salvi fu centro propulsore di un movimento di riforma dell'ordine vallombrosano che nel 1463 portò alla nascita della congregazione dei sansalvini.
Sempre ai frati risale il progetto di ampliamento dei primissimi anni del Cinquecento, durante i quali fu realizzato il refettorio, il lavabo e le cucine, e che avrebbero previsto anche la creazione di nuove celle per i monaci, mai realizzate per via dei drammatici eventi dell'Assedio di Firenze. Fra le decorazioni risalenti a questo periodo il mirabile Cenacolo eseguito da Andrea del Sarto nel 1526 nel refettorio. La chiesa e il monastero subirono danni durante l'assedio del 1529-30, ma fu l'unica chiesa fuori dalle mura cittadine a non essere rasa al suolo, né dai fiorentini stessi, desiderosi di fare terra bruciata dove si sarebbe accampato il nemico, né dalle truppe imperiali, proprio per l'ammirazione di tutti verso il bell'affresco di Andrea del Sarto, secondo una tradizione riferita da tutti gli storici dell'epoca. 
I locali vennero comunque gravemente danneggiati e, ormai pericolanti e senza tetto, vennero affidati nel 1534 alle Monache di Faenza, il cui ex-monastero si trovava nella via che da loro prende il nome (Via Faenza appunto) ed era stato danneggiato dalla costruzione della Fortezza da Basso. Le religiose, pure di regola vallombrosana ma di clausura, fecero approntare presto buona parte delle decorazioni che oggi si vedono, come il portico a tre arcate sulla facciata. Nella chiesa fu rialzato il pavimento, per il sempre presente rischio di alluvioni (riportato però al livello originario nel Novecento), e accumularono un notevole patrimonio di opere d'arte. 
In seguito agli stravolgimenti politici fra Settecento e primo Ottocento, con un processo a gradi vennero via via soppressi gli istituti religiosi della Toscana su iniziativa prima del Granduca Pietro Leopoldo poi napoleonica e questa sorte toccò anche alle monache di San Salvi nel 1817, con il passaggio allo stato, nella persona del Granduca, dei beni dell'ordine. Durante l'occupazione francese, Vivant Denon rastrellò L'Incoronazione della Vergine e quattro santi, dipinto da Raffaellino del Garbo proveniente dal Convento di San Salvi per inviarlo in Francia al Musée Napoleon, oggetto delle spoliazioni napoleoniche, ed oggi conservato tuttora al Louvre. 
La chiesa è stata duramente colpita durante l'alluvione del 1966 ed è stata oggetto di importanti restauri realizzati negli anni ottanta del secolo scorso.

## Descrizione

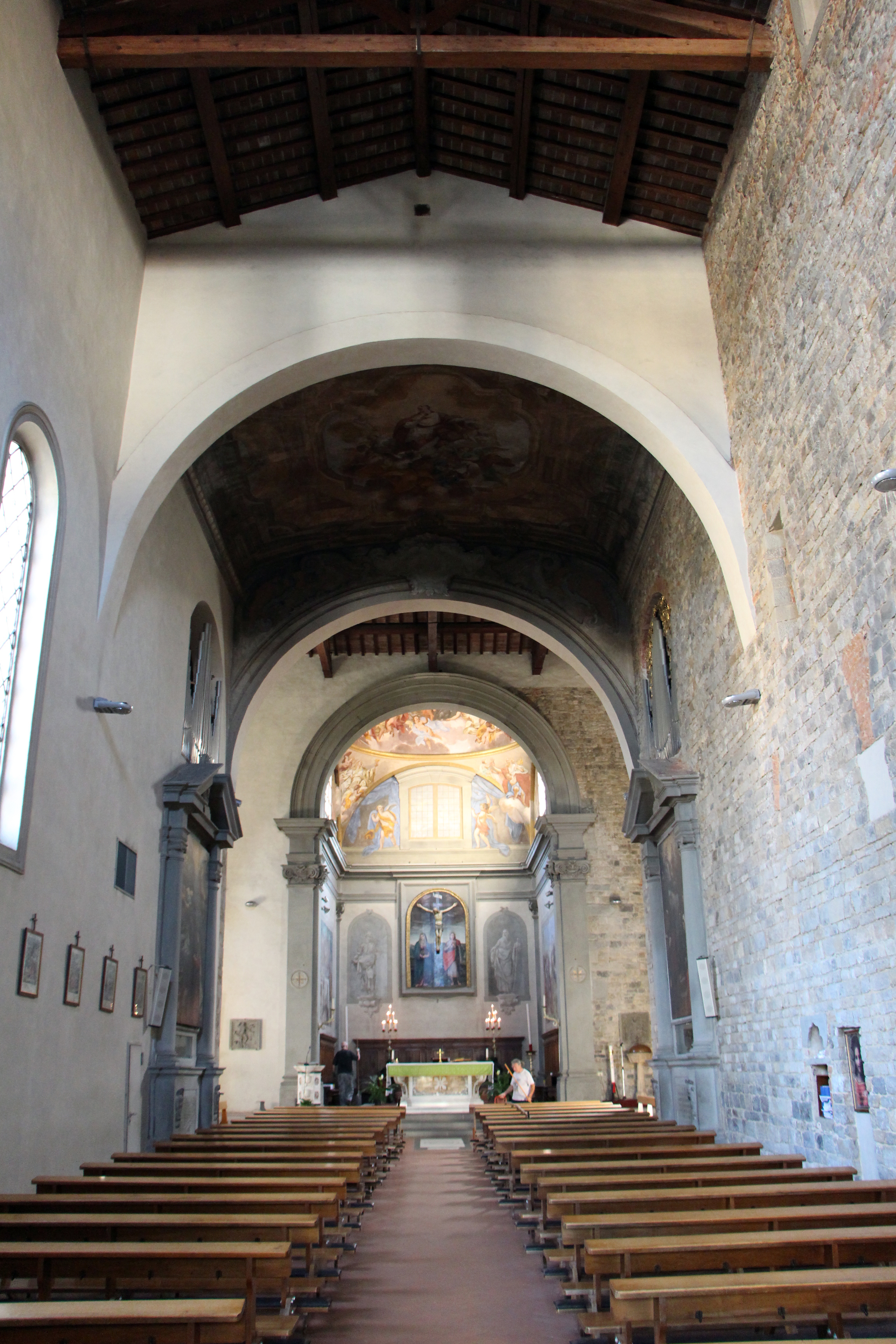
L'interno della chiesa

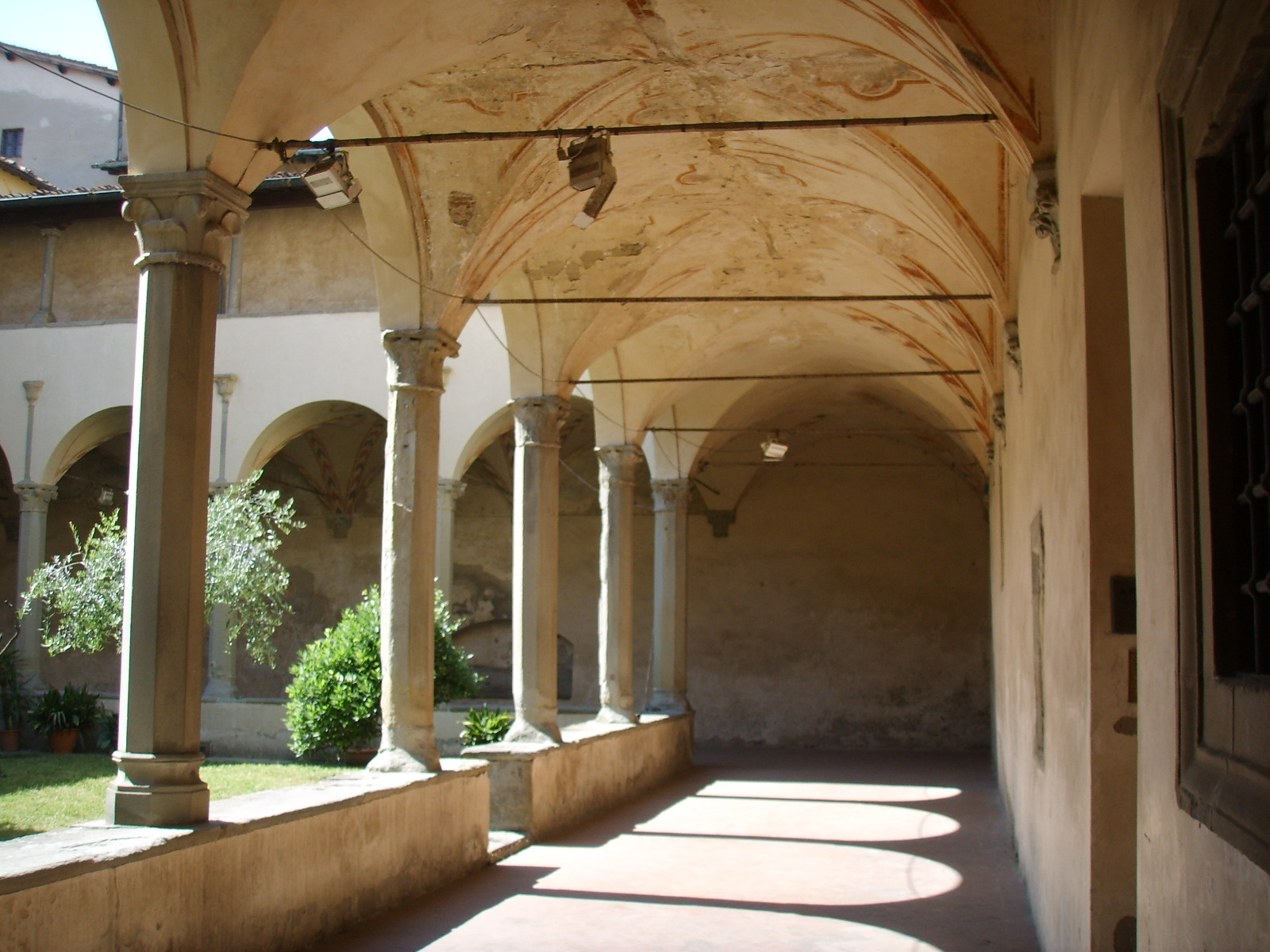
Il chiostro: sono visibili tracce di affreschi medievali

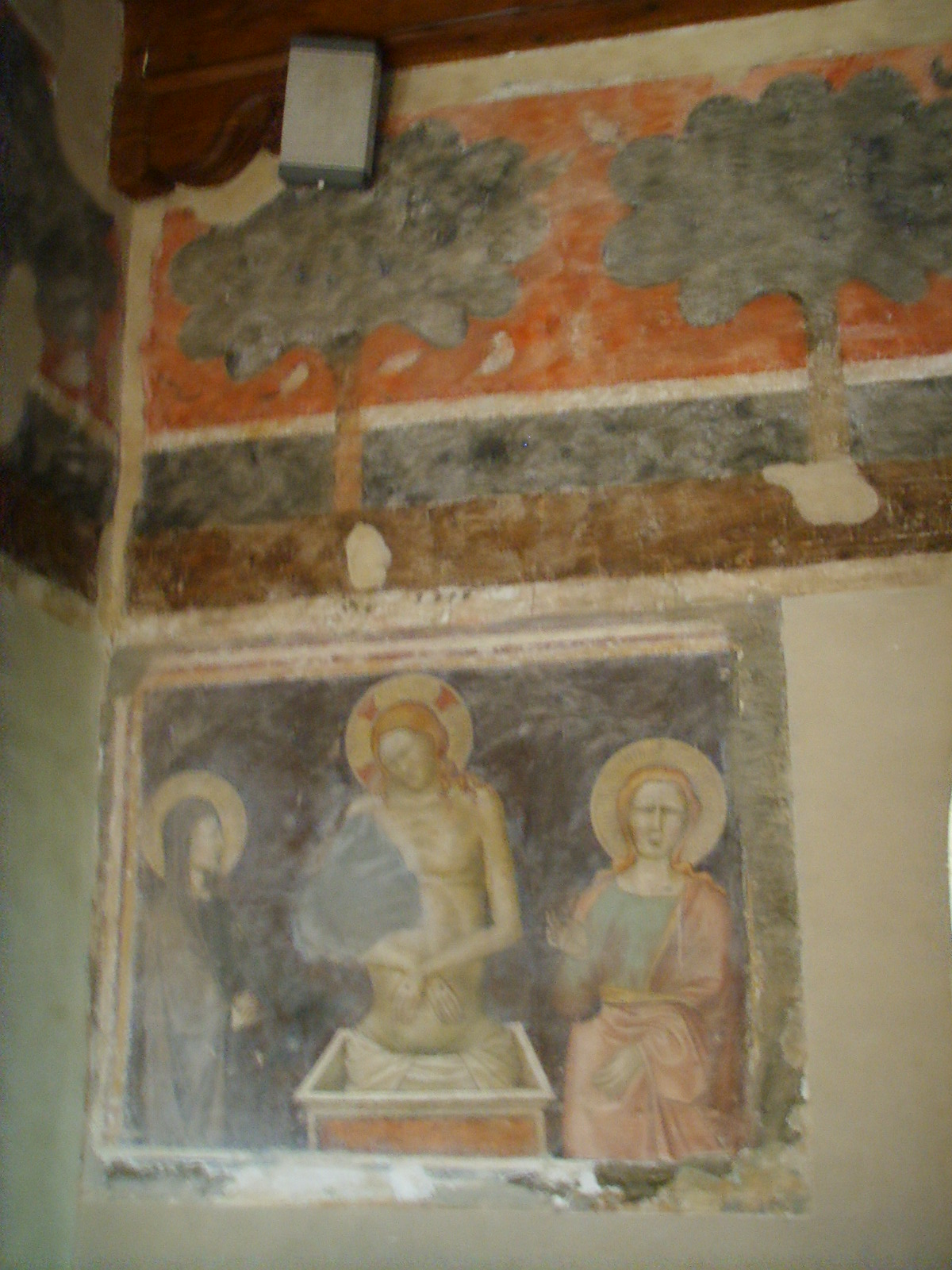
Affreschi trecenteschi in una sala accanto al chiostro

La facciata, con portico cinquecentesco, immette all'interno, a navata unica e a croce latina. Della chiesa originaria medievale si conserva la suddetta pianta orientata sull'asse est-ovest, con abside rettangolare e tetto a capriate, e parte delle murature. Sia l'esterno che l'interno erano piuttosto semplici, anche se alcuni particolari tradivano la ricchezza dell'abbazia, fra le più importanti dell'ordine vallombrosano, come i numerosi affreschi che in chiesa dovevano essere senz'altro più numerosi.
Nell'interno, all'ingresso, due acquasantiere trecentesche introducono alla navata, la cui seconda campata è decorata nella volta da un affresco di Vincenzo Meucci con San salvi in gloria databili al 1760-1764 circa come quelli nella cupola del presbiterio, tra le poche testimonianze rimaste dell'assetto barocco in buona parte scomparso con i restauri novecenteschi. Sulla parete destra della navata è collocata una Madonna col Bambino e Santi di Fabrizio Boschi, mentre sull'altare seguente è la pala del 1623-24 con Il miracolo del bambino resuscitato dalla Beata Umiltà di Domenico Cresti, detto il Passignano.
Dal transetto destro si accede alla Cappella di San Giovanni Gualberto, decorata da affreschi frammentari con storie della vita del santo, di un pittore fiorentino rimasto ancora anonimo, nella quale è anche una statua della Beata Umiltà di Andrea Orcagna. All'altare del transetto destro è la Natività di Cristo di Cosimo Gamberucci, del 1603.
Due rilievi con San Salvi e San Michele di Benedetto da Rovezzano, forse pertinenti a un pulpito semiottagonale poi smembrato, sono posti ai lati del presbiterio entro il quale, all'altare maggiore è un Crocifisso ligneo del primo Cinquecento, forse di Baccio da Montelupo, posto su una tela raffigurante la Vergine e San Giovanni, di un pittore fiorentino del tardo Cinquecento.
All'altare del transetto sinistro, eretto dalla famiglia Fanfani nel 1575 secondo l'iscrizione alla base delle colonne, è la Crocifissione e santi di Francesco Morandini, detto il Poppi, probabilmente eseguita in prossimità della realizzazione dell'altare. Di fronte è appesa l'Adorazione dei pastori di Carlo Portelli, del 1555, eseguita per l'altare laterale della chiesa di Santa Maria a Monticelli. La tavola fu trasferita dall'altra chiesa al momento della soppressione napoleonica del convento e posta sull'altare maggiore dopo la sottrazione, da parte francese, della Vergine e Santi di Raffaellino del Garbo avvenuta nel 1812.
Alla parete sinistra della navata è posto l'affresco staccato con la Madonna e il Bambino di Lorenzo di Bicci, proveniente dal Tabernacolo del Madonnone.
Il chiostro a destra della chiesa, con porticato trecentesco e loggiato superiore della metà del Quattrocento, conserva, sopra la porta del capitolo, un rilievo con San Giovanni Gualberto tra due monaci vallombrosani, di Benedetto da Rovezzano, oltre ad un esempio della decorazione trecentesca del complesso, l'affresco attribuito a Cenni di ser Francesco Cenni. In un vano tra il chiostro e la chiesa è un mirabile affresco medievale con animali, raro esempio di decorazione pittorica di questo genere.

## Opere già in San Salvi
- Verrocchio e Leonardo, Battesimo di Cristo, oggi agli Uffizi